# スター・ウォーズ/フォース・オブ・デスティニー
『スター・ウォーズ/フォース・オブ・デスティニー』(Star Wars Forces of Destiny)はウォルト・ディズニー・カンパニーが投稿、運営しているYouTubeの公式ディズニー・チャンネルを通じてルーカスフィルム・アニメーションによるアニメーションシリーズである。
今作は2017年7月3日にアメリカで初演され、その後は7月9日にディズニーXDで放送を開始した。2017年秋には新作のエピソードが放送され、エピソード8の第2シーズンが2018年にリリースされた。

## 概要
『スター・ウォーズ/フォース・オブ・デスティニー』はスター・ウォーズシリーズのルーク・スカイウォーカーやアナキン・スカイウォーカーが主人公ではなく、続三部作のレイを始めとする『ローグ・ワン/スター・ウォーズ・ストーリー』のジン、『スター・ウォーズ/クローン・ウォーズ』のアソーカ・タノ、『スター・ウォーズ 反乱者たち』のサビーヌ・レン、パドメ・アミダラなどの女性キャラクターを主人公とした展開となっている。

### 作風
『スター・ウォーズ/クローン・ウォーズ』や『スター・ウォーズ 反乱者たち』のような3Dアニメーションではなく、『スター・ウォーズ クローン大戦』のような2Dアニメーションの作風となっている。

## 発表
2017年4月にオーランドで行われたスター・ウォーズ セレブレーションにて発表された。ディズニー・コンシュマー・プロダクツとのインタラクティブメディアとすることになった。
このスター・ウォーズシリーズは、2003年の『クローン大戦』シリーズ以降にルーカスフィルムアニメーションによって制作された2Dアニメーションシリーズになった。

## ストーリー
スター・ウォーズシリーズに登場する女性キャラクターを描いたアニメーションである。